# 孫衛星

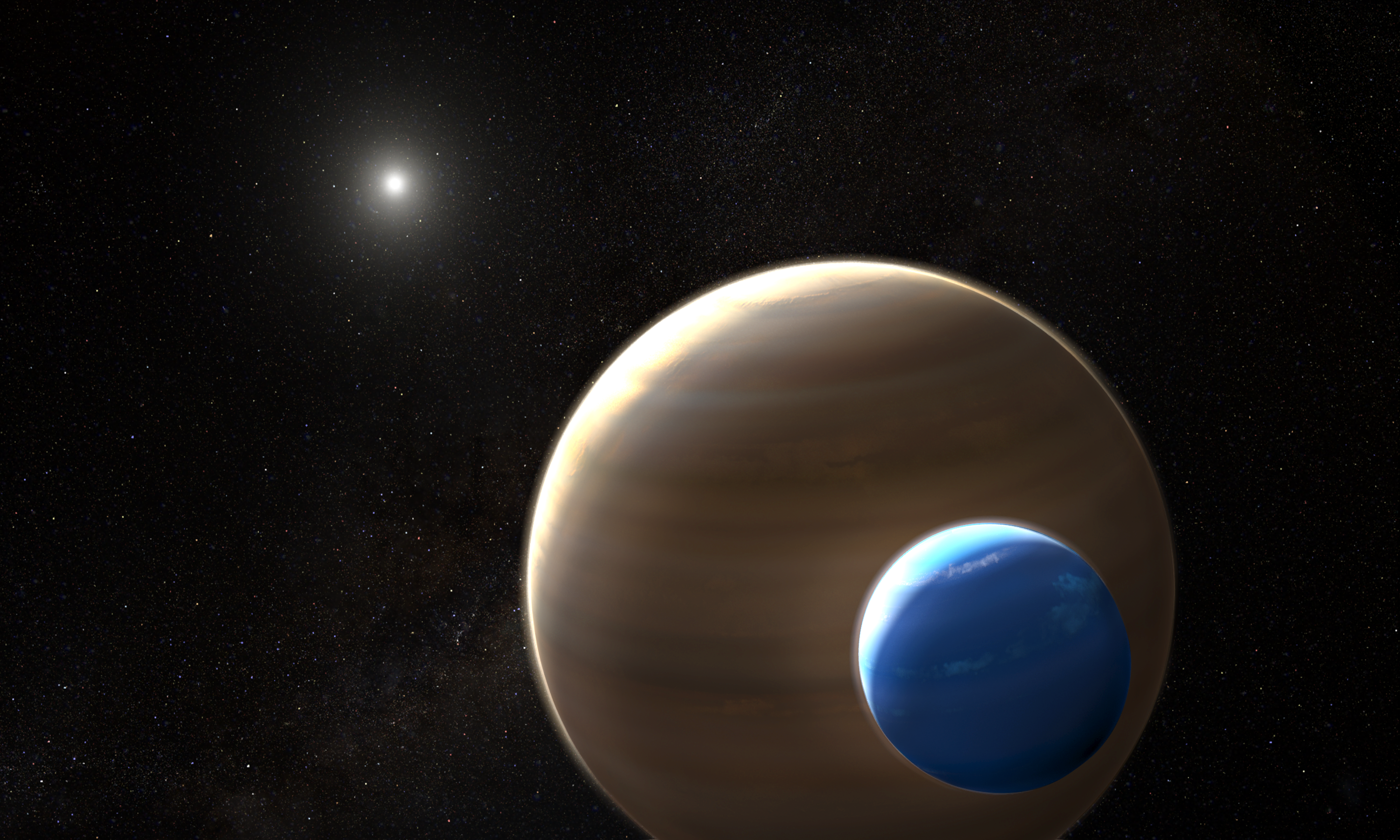
系外惑星ケプラー1625bを公転する系外衛星ケプラー1625b Iの想像図

孫衛星 （まごえいせい、英: subsatellite）とは、衛星の周りを公転する衛星、すなわち衛星の衛星を指す。英語では、moonmoon や submoon、grandmoon と呼ばれる場合もある。天然の衛星を周回する宇宙探査機などの人工天体を孫衛星と呼ぶ場合もある。また、軌道を問わず単に主衛星から分離した子機を指して孫衛星と呼ぶ用法も見られる。本項では主に天然の衛星の周りを公転する天然の天体について述べる。
孫衛星は、太陽系における衛星に関する経験的な研究から、惑星系の構成要素の一つである可能性が推論されてきた。太陽系では、巨大惑星は多数の自然衛星を持っている。また発見されている太陽系外惑星の多くは巨大惑星であり、そのうちケプラー1625bは少なくとも一つの大きな系外衛星を持っている可能性があると推定されている。そのため太陽系内や太陽系外の惑星系にある衛星が孫衛星を持つ可能性についての議論が行われている。
2019年時点では太陽系内にも太陽系外にも孫衛星の存在は確認されておらず、仮説上の天体である。多くの場合、衛星が公転している惑星の潮汐力などの影響によって孫衛星の軌道は不安定になるため、一時的にしか存在出来ないと考えられる。孫衛星が長期間安定に存在するためには、衛星が 1000 km 級のサイズで大きな質量を持つ、衛星が惑星から比較的離れた軌道を公転している、孫衛星の質量が小さい（衛星質量の10万分の1以下）、孫衛星の軌道が衛星から遠すぎず近すぎもしない距離にある、という複数の条件を満たしている必要がある。

## 存在が疑われた例

### レア

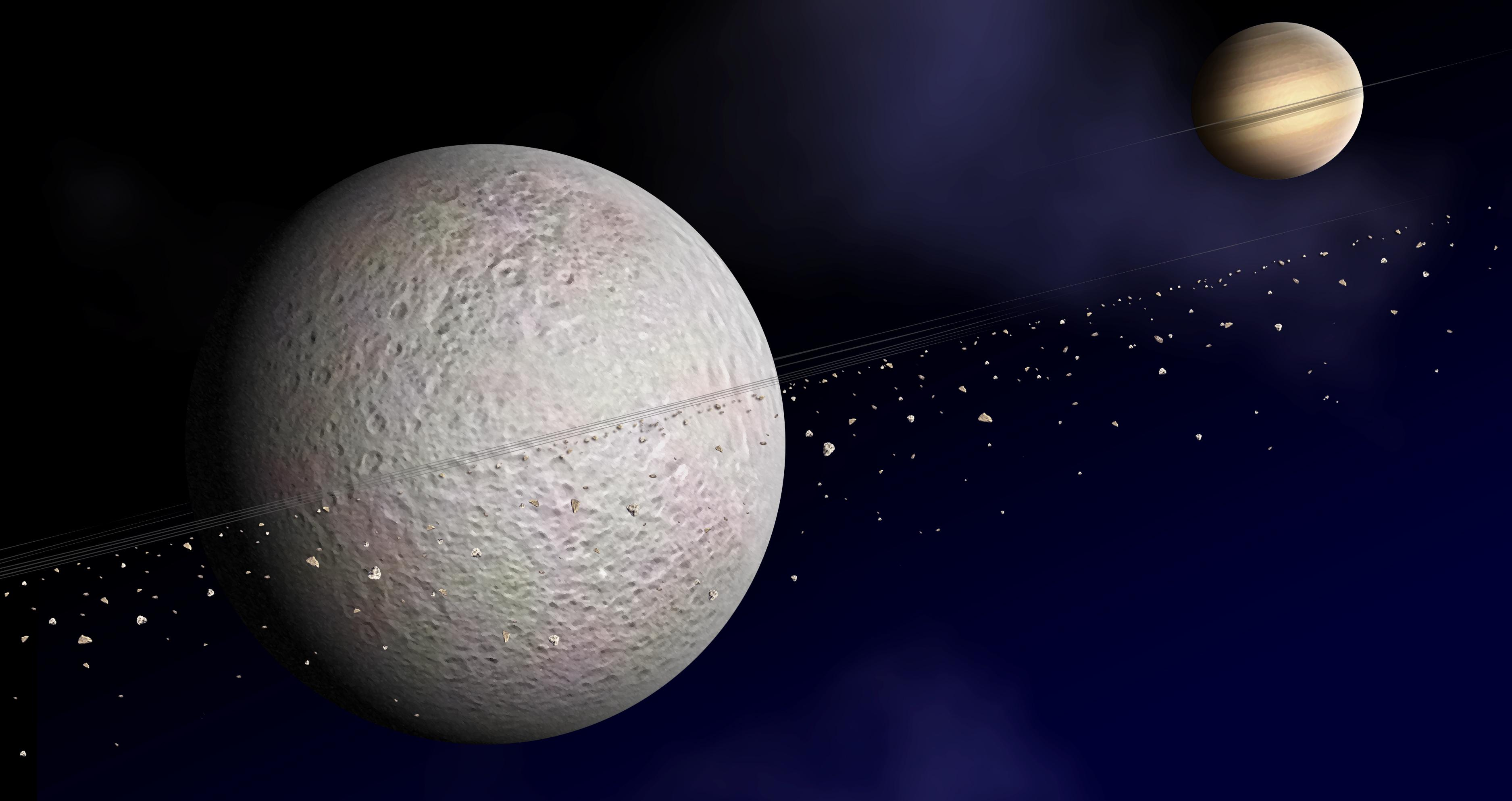
土星の衛星レアの周りの環の想像図

2008年3月に、土星探査機カッシーニの観測データを元に、土星の衛星レアの周囲に環が存在する可能性があるという論文が発表された。また計算ではレアの周囲には安定してレアを公転することができる軌道領域が存在することも示唆された。さらに環は細いと考えられたことから、形状を維持するための羊飼い衛星に当たる孫衛星が存在する可能性も推測された。
しかしその後のカッシーニによる観測では、当初の報告通りの環が存在するのであれば十分に検出可能であるにもかかわらず、環や孫衛星が存在することを示す観測結果は得られなかった。そのため、レアに環や孫衛星が存在するという説は否定的に見られている。

### イアペトゥス
土星の衛星イアペトゥスは、過去に孫衛星や環を持っていた可能性があるという仮説が提案されている。イアペトゥスは赤道に沿って特徴的な尾根が走っていることが確認されている。その成因の仮説の一つとして、過去の孫衛星や環の物質が赤道上に降り積もって尾根を形成したというシナリオが考えられている。

## 存在可能性
太陽の周囲を惑星が公転し、その惑星の周囲を衛星が公転するという階層構造があることから、さらにその下位構造である衛星の周囲の孫衛星も存在するのではないかという推論が行われてきた。しかし実際には太陽系内において孫衛星の存在は確認されていない。衛星の周囲を公転する孫衛星においては、惑星からの潮汐力が軌道に及ぼす影響が大きいため、多くの場合は長期的に安定して存在することは難しいと考えられている。孫衛星が安定に存在可能な条件については、これまでに太陽系内外の条件を想定した様々な研究が行われている。

### 太陽系内の孫衛星
惑星の潮汐力によって孫衛星の軌道が不安定になる過程は、力学的には恒星の近くを公転する惑星の周囲での衛星軌道の安定性の議論と類似している。1970年代には、水星や金星が衛星を持っていないことに関して、太陽の潮汐力の影響という観点に着目して行われた研究がある。また2000年代以降は太陽系内だけではなく、ホット・ジュピターのような恒星の近くを公転する太陽系外惑星の衛星の安定性へと一般化した研究も行われている。これらの研究では、恒星に近い位置にある惑星を公転する衛星は、内側へ移動して惑星に衝突してしまうか、あるいは軌道を安定に保つことができる外側限界よりも外に移動して失われてしまうとされた。これと同じプロセスが惑星-衛星-孫衛星からなる系でも働き、孫衛星は衛星に衝突するか衛星の重力圏から外れるかして失われてしまう可能性がある。
孫衛星の長期的な軌道安定性には、孫衛星の軌道だけではなく、孫衛星の質量、主星である衛星の質量や惑星との距離も重要となる。惑星からの潮汐力の影響を考慮した孫衛星の存在可能性の研究は、1973年に Mark J. Reid によって行われている。Reid は月の周りを周回する孫衛星を想定した計算を行い、孫衛星が長期的に安定に存在するためには、孫衛星の質量は衛星の10万分の1以下である必要があると結論付けた。そのため孫衛星は、太陽系内に存在していたとしても最大で 10 km 程度の大きさのもののみが安定であると考えられる。また、孫衛星の軌道離心率が小さく順行軌道であり、なおかつ孫衛星の質量が衛星に対して小さい場合は、衛星のヒル半径のおよそ 50% 以内が長期的に安定な範囲となる。衛星のヒル半径は、衛星の質量が大きく、惑星から離れているほど大きくなる。そのため孫衛星が安定に存在するためには、衛星自身が大きく、さらに惑星から離れた距離を公転している必要がある。さらに孫衛星が衛星に近すぎる場合、衛星の地殻内の局所的な質量分布の影響で軌道が不安定化される場合がある。そのため、衛星に近すぎず、かつヒル半径の 50% 程度以内の遠すぎない軌道を持っている必要がある。
上記のような制約により、衛星の質量が小さすぎたり、衛星の軌道が惑星に近すぎたりする場合は孫衛星は安定に存在できなくなる。そのため孫衛星が存在できる条件は非常に厳しいものになり、太陽系内の衛星のほとんどは長期的に孫衛星を持つことが出来ない。ただし数少ない例外として孫衛星が安定に存在できる条件を満たす衛星もあり、木星の衛星カリスト、土星の衛星タイタンとイアペトゥス、そして地球の衛星である月は、孫衛星が 10 km 程度と小さく衛星から程良い軌道長半径で公転している場合、安定に存在する余地があることが解析的に示されている。これらの衛星は共通して、直径が 1000 km 程度あり質量が比較的大きく、惑星から離れた位置を公転しているという特徴がある。その他の大部分の規則衛星は惑星に近すぎるため、孫衛星を安定に保持できない。例えばカリスト以外の木星のガリレオ衛星、タイタンより内側の土星の規則衛星、天王星と海王星の全ての規則衛星や大型衛星は、惑星に近すぎるため孫衛星を長期間持つことが出来ない。
ただし、孫衛星が安定に存在する余地があることと孫衛星が存在していることは別の問題であり、実際にこれらの衛星の周りには孫衛星の存在は確認されていない。孫衛星が存在するためには、安定な領域内で孫衛星を形成あるいは捕獲する、何らかのメカニズムが必要である。また仮に孫衛星が形成されたとしても、過去の衛星軌道の移動や複数の衛星間の重力的相互作用などの影響で失われてしまう可能性もある。また惑星の潮汐力以外にも孫衛星に影響及ぼしうる要因があり、例えば月の周りの軌道に関しては太陽や地球からの摂動がさらに軌道を不安定にする可能性がある。月周回軌道に投入された探査機は制御落下をしなくてもいずれ月面に衝突してしまうが、これはこの摂動による軌道の変化が原因である。

### 太陽系外の孫衛星
2019年時点では、太陽系外惑星は多数発見されているものの、存在が確認された太陽系外衛星は存在しない。ただし太陽系内に衛星が多数存在することから系外衛星の存在も普遍的なものだと考えられており、それらの中にはさらに孫衛星を持つものもあると期待されている。
系外衛星の候補天体としては、ケプラー1625bの周囲を公転していると思われるケプラー1625b Iが2018年に報告されている。これが実際に系外衛星だった場合は海王星程度の大きさを持つとされている。太陽系内の孫衛星の存在可能性の研究と同様の推論から、この系外衛星候補も原理的には大きな孫衛星を長期間安定に保持できる余地があると推測されている。また想定される衛星の質量が大きいため、孫衛星はベスタやケレス程度の比較的大きなものまで安定に存在できると見積もられている。ただしケプラー1625b Iの軌道は大きく傾いている可能性があることが指摘されており、これは孫衛星の軌道安定性には不利に働くと考えられる。

### 孫衛星の衛星
孫衛星の存在自体が確認されておらず、存在可能な条件も非常に限られていること、また仮に存在しても小さい天体でしかないと予想されていることから、孫衛星の衛星（subsubmoon）についての考察はほとんど行われていない。長期的に安定に存在可能な質量比の類推からは、太陽系内での孫衛星の最大サイズは 10 km 程度であるため、孫衛星の衛星の可能な最大サイズはさらに小さい 1 km 未満と推測されている。

## 人工孫衛星
これまでに多くの宇宙機が月の周りを周回する軌道に投入されており、この中にはアポロ計画の有人宇宙船も含まれる。このような月を周回する月探査機などの人工天体も、孫衛星と呼ばれる場合がある。
2019年の段階では、月以外の他の衛星を周回する軌道に投入された探査機は存在しない。1988年のソビエト連邦によるフォボス計画では、火星の衛星フォボスの疑似周回軌道に2機の探査機を投入することを目指していたが、失敗に終わっている。
日本の JAXA/ISAS が計画している火星衛星探査計画 (MMX) では、フォボスに接近・着陸してサンプルリターンを行う予定となっている。ソ連のフォボス計画と同様、衛星の重力圏に束縛された軌道ではなく、準衛星のような疑似周回軌道に入ることが予定されている。
また、ESA が計画している木星探査計画である JUICE では、探査機は最終的にガニメデを周回する軌道に投入することとされている。こちらはフォボス計画や MMX のような疑似周回軌道ではなく、ガニメデの重力圏内にあり重力的に束縛された周回軌道に投入される。そのため JUICE はガニメデの周囲を公転する人工の孫衛星となる予定である。